# Prestami il tuo nome
Prestami il tuo nome (Lend Me Your Name) è un film muto del 1918 diretto da Fred J. Balshofer. Prodotto dalla Yorke Film Corporation, aveva come interpreti principali Harold Lockwood (nel doppio ruolo dei due fratelli), Pauline Curley e Bessie Eyton.
La sceneggiatura, firmata dallo stesso regista e da John B. Clymer, si basa sull'omonimo romanzo di Francis Perry Elliott pubblicato a Chicago nel 1917.

## Trama
Il conte di Gilleigh, che soffre di dispepsia, si sente ancora più male quando gli giunge la notizia che sua moglie Sofronia, una signora irascibile e intrattabile, sta per tornare dopo un viaggio all'estero. In casa, sente degli strani rumori provenire da una stanza: credendo di trovarvi un ladro, il conte si trova invece a sorpresa davanti a Warren, il suo gemello che era scomparso da tempo, tutto intento a mangiare. Prendendo l'occasione al balzo, il conte propone al fratello di scambiare le loro identità: mentre lui si ritirerà nella pace della sua tenuta di campagna, Warren potrà restare lì facendosi passare per lui. Dapprima Warren non ha nessun problema nell'accettare la proposta; ma, quando arriva Sofronia, pure lui scappa via, rifugiandosi come il fratello in campagna. Lì, il giovanotto conosce Rosalind, un'incantevole pastorella che gli ruba il cuore. Sofronia, giunta anche lei nella tenuta, vedendolo innamorato della ragazza, pensa che quello sia suo marito e crede di averlo ormai perso del tutto. Cambiando atteggiamento e addolcendo il suo carattere, riconquista l'affetto del marito (quello vero) mentre Warren, che ormai non ha più bisogno di fingere, si guadagna l'amore di Rosalind.

## Produzione
Il film, che fu prodotto dalla Yorke Film Corporation, venne girato a Hollywood.

## Distribuzione
Distribuito dalla Metro Pictures Corporation, il film uscì nelle sale cinematografiche statunitensi il 27 maggio 1918. Il copyright del film, richiesto dalla Metro, fu registrato il 29 maggio 1918 con il numero LP12480. In Italia, distribuito dalla Metro nel 1923, ottenne il visto di censura numero 18977.
Copia completa della pellicola si trova conservata negli Archives Du Film Du CNC di Bois d'Arcy. Decaduti i diritti, il film è di pubblico dominio.